# Web3D
Web3D — це ідея показу та навігації на вебсайтах за допомогою 3D. У широкому розумінні цей термін відноситься до всього інтерактивного 3D-контенту, який вбудований у вебсторінки HTML і який ми можемо побачити у веббраузері. Сучасні вебсторінки Web3D зазвичай розроблені за допомогою WebGL.
Існує багато підходів та інструментів для роботи з Web3D, в тому числі наступні:
- 3DMLW
- A-Frame (VR)
- Adobe Shockwave
- Altadyn
- BabylonJs
- Blend4Web
- Data-constrained modelling
- Java 3D
- JOGL
- LWJGL
- O3D
- Oak3D
- PlayCanvas
- ShiVa
- Unity
- Virtools
- VRML
- Viewpoint
- Web3D Consortium
- WebGL
- WireFusion
- X3D (розширення для VRML)
- Additive Manufacturing File Format

Вони переважно відрізняються за п'ятьма критеріями:[джерело?]
- Простота (автоматична установка, ціни на такі рішення зазвичай дуже високі)
- Сумісність (Windows, Mac, Linux)
- Якість (продуктивність, кадри в секунду і якість зображення)
- Інтерактивність (залежно від можливостей програмування, творці контенту мають більшу або меншу свободу у створенні інтерактивності)
- Стандартизація (без стандартизації, «market position», за стандартами організації, тощо)